# Аеродром Кокшетау
Међународни аеродром Кокшетау (каз. Халықаралық Көкшетау Әуежайы, Halyqaralyq Kókshetaý Áýejaıy)  (IATA: KOV, ICAO: UACK) је аеродром која опслужује град Кокшетау, Казахстан.

## Положај
Међународни цивилни аеродром  се налази 12.5 километара северисточно од центра града Кокшетау.

## Авио-компаније и дестинације
Следеће редовне путничке авио-компаније користе аеродром:
| Авио-компанија | Одредишта       |
| -------------- | --------------- |
| FlyArystan     | Алмати          |
| SCAT Airlines  | Актау, Алмати   |
| IrAero         | Москва-Жуковски |